# Séisme de 1993 à Hokkaidō
Le séisme de 1993 de Hokkaidō est un séisme ayant eu lieu le 12 juillet 1993 en mer du Japon. Il a créé un tsunami de 33 m de hauteur ayant fait 230 morts, faisant notamment 165 morts dans île Okushiri, en plus d'un glissement de terrain.